# Leptopholcus dalei
Leptopholcus dalei is een spinnensoort uit de familie trilspinnen (Pholcidae). De soort komt voor op Puerto Rico en op de Amerikaanse Maagdeneilanden